# Cá sấu tấn công

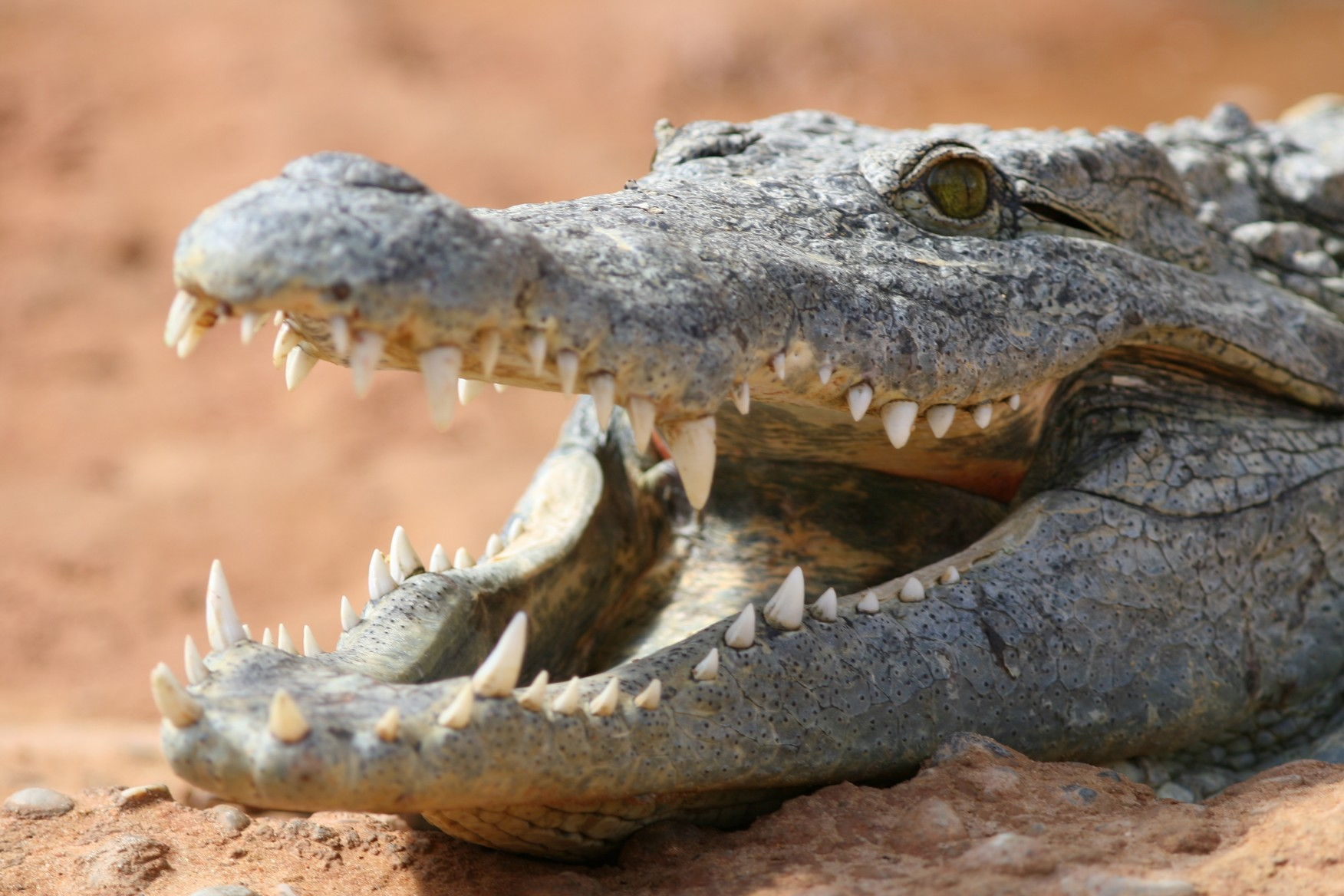
Cá sấu sông Nin một trong các loài cá sấu thường tấn công con người

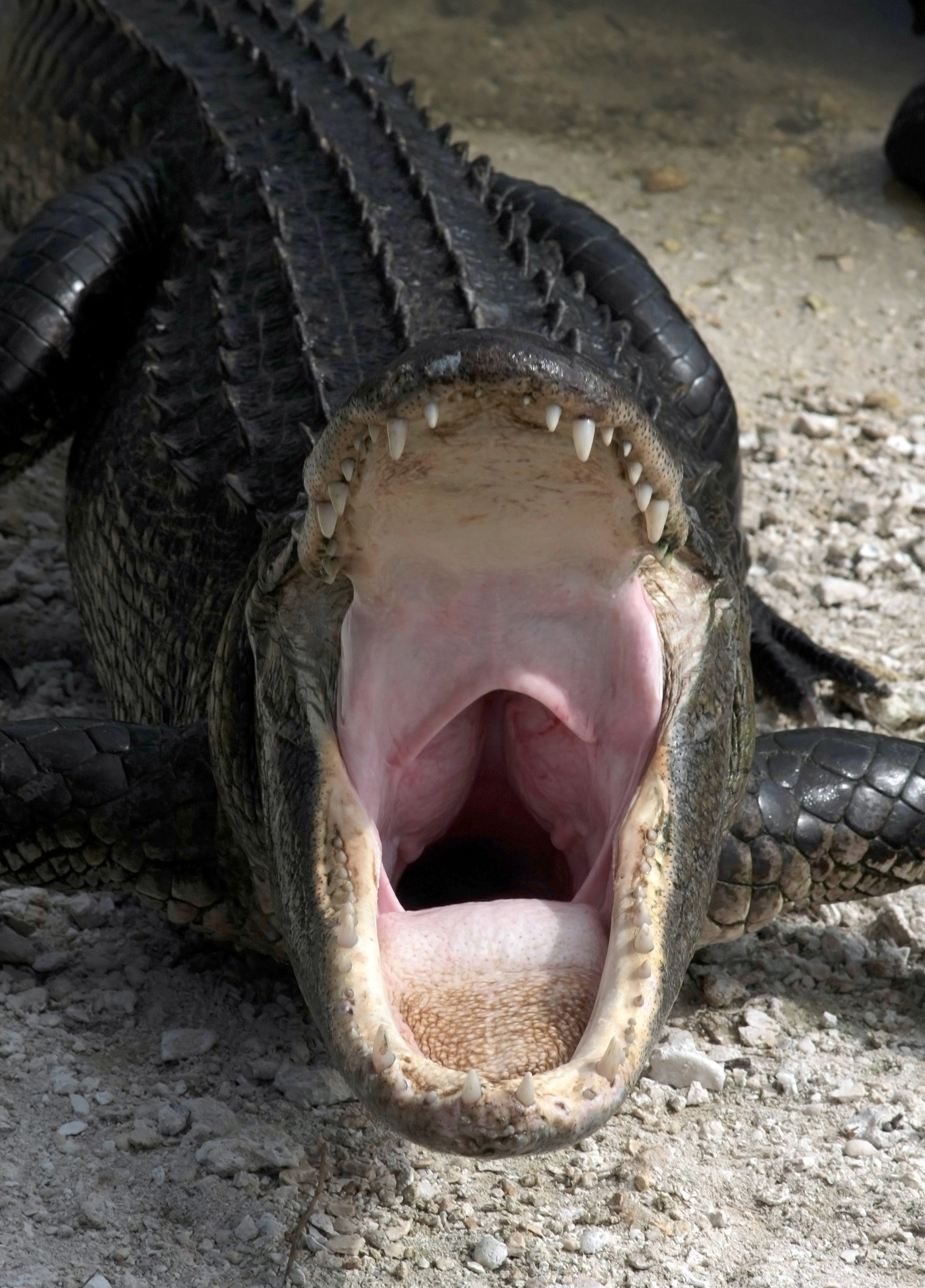
Hàm răng sắc nhọn của một con cá sấu mõm ngắn

Cá sấu tấn công, cá sấu ăn thịt người hay cá sấu giết người là những cuộc tấn công của các loại cá sấu đối với con người trong môi trường sống của chúng hoặc những sự cố xảy ra trong việc nuôi, nhốt cá sấu. Thông thường những cuộc tấn công này kết thúc bằng một thảm kịch với việc con người bị ăn thịt một cách rùng rợn. Chỉ có 6 trong số 23 loài cá sấu được coi là nguy hiểm cho con người trưởng thành và chỉ có cá thể dài đến 2 mét (6,6 ft) hoặc nhiều hơn mới đại diện cho một mối nguy hiểm nghiêm trọng cho con người, những con cá sấu nhỏ hơn được coi là không có khả năng giết chết một người. Tuy nhiên, ngay cả những loài nhỏ nhất có thể gây ra vết cắn đau đớn cần phải khâu nếu bị cắn mạnh. Ngoài ra, một đứa trẻ nhỏ có thể có kích thước tương tự như con mồi của một số loài cá sấu mà không có khả năng săn những người trưởng thành. Ước tính có 1000 người bị giết bởi cá sấu mỗi năm.
Sáu loài cá sấu có thể gây nguy hiểm cho con người là:
- Cá sấu sông Nin
- Cá sấu nước mặn
- Cá sấu đầm lầy
- Cá sấu Mỹ
- Cá sấu mõm ngắn Mỹ
- Cá sấu đen

Hai loài cá sấu nổi tiếng trong việc tấn công và ăn thịt người là cá sấu sông Nin và cá sấu nước mặn. Mỗi năm, hàng trăm cuộc tấn công chết được cho là do cá sấu sông Nile ở trong tiểu vùng cận Sahara ở châu Phi, chúng tấn công và ăn thịt người nhiều hơn bất kỳ động vật ăn thịt hoang dã khác tấn công con người để ăn thịt, cũng có nhiều cuộc tấn công của cá sấu nước mặn ở Úc. Một thống kê mới nhất trong đầu năm 2014 có đến 66 vụ cá sấu tấn công chết người trên toàn cầu. Ngoài ra, cá sấu mõm ngắn và có thể cả Cá sấu đen (là loài đang nguy cấp trong sách đỏ của IUCN) cũng là những loài gây nguy hiểm cho con người. Một sự so sánh với cá mập thì cá sấu nguy hiểm với con người nhiều hơn gấp 168 lần.

## Tình hình chung
Người ta ước tính rằng mỗi năm có hàng trăm người chết vì các cuộc tấn công cá sấu ở châu Phi, nhiều nạn nhân trong các cuộc tấn công không bao giờ được báo cáo trong các phương tiện truyền thông. Không có hệ thống báo cáo chính xác tại chỗ, các cuộc tấn công cá sấu ở châu Phi rất khó để theo dõi và rất ít được ghi chép ở đây do đó phần lớn các cuộc tấn công được ghi nhận dưới đây đã xảy ra ở Đông Nam Á và Úc. Không giống như các loài cá sấu ăn thịt người, chẳng hạn như cá sấu nước mặn, cuộc sống cá sấu sông Nile gần quần thể người, vì vậy tiếp xúc thường xuyên hơn. Thực tế là có rất nhiều người dân tương sống trong lưu vực sông Nile ở Đông Phi và mức sống nghèo đói, thu nhập khó khăn của họ đã đẩy họ phụ thuộc vào tự nhiên, họ kiếm sống trên những khu vực có cá sấu sinh sống và điều đó dẫn đến tỷ lệ bị cá sấu tấn công cao.
Mặc dù hầu hết các cuộc tấn công không được báo cáo, cá sấu sông Nile được ước tính giết chết hàng trăm (thậm chí hàng nghìn) người mỗi năm, nhiều hơn tất cả các loài cá sấu khác cộng lại. Một nghiên cứu thừa nhận số lượng các cuộc tấn công của cá sấu sông Nile mỗi năm lên đến 275-745 vụ trong đó 63% nạn nhân tử vong, như trái ngược với ước tính có khoảng 30 cuộc tấn công mỗi năm con cá sấu nước mặn, trong đó 50% là tử vong. Trong cả hai loài, kích thước trung bình của cá sấu tham gia vào các cuộc tấn công không gây tử vong là khoảng 3 m (9,8 ft) như trái ngược với một loạt báo cáo từ 2,5–5 m (8,2–16 ft) hoặc lớn hơn cho cá sấu chịu trách nhiệm về các cuộc tấn công gây tử vong. Vì đa số các cuộc tấn công gây tử vong được cho là ăn thịt trong tự nhiên, cá sấu sông Nile có thể được coi là động vật ăn thịt nhiều nhất của con người các loài động vật hoang dã.

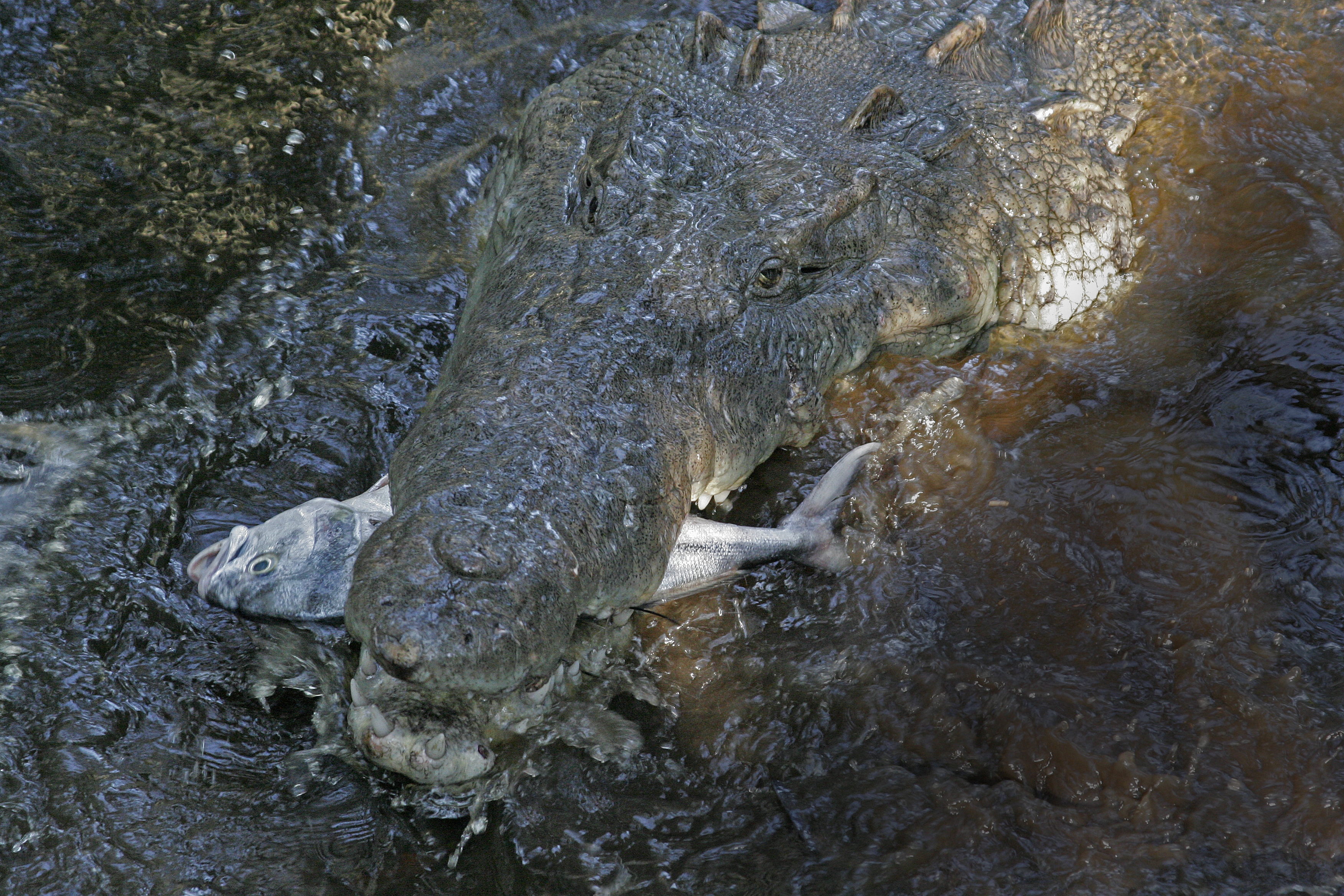
Một con cá sấu

Ở New Guinea, các cuộc tấn công cá sấu nước mặn Borneo và thường xảy ra. Các con cá sấu đầm lầy cũng rất nguy hiểm đối với con người, chúng cũng giết chết nhiều người ở Ấn Độ mỗi năm. Cá sấu Mỹ được coi là ít hung hăng. Chỉ có một số ít (chưa được xác minh) các trường hợp cá sấu Mỹ từng bị tấn công con người đã được báo cáo. Cá sấu Caiman cũng phải chịu trách nhiệm cho một số trường hợp tử vong được ghi nhận mỗi năm trong lưu vực sông Amazon và các khu vực xung quanh. Con cá sấu mõm ngắn Mỹ chịu trách nhiệm cho nhiều trường hợp tử vong của con người, với hầu hết xảy ra ở bang Florida trong một khu vực của khu dân cư dày đặc (miền đông nam Hoa Kỳ, đặc biệt là Hoa Kỳ), cá sấu Mỹ hiếm khi tấn công con người để ăn thịt mặc dù chúng là động vật cơ hội. Không giống như cá sấu nước mặn và cá sấu sông Nile, hầu hết các con cá sấu mõm ngắn dường như tránh tiếp xúc với con người nếu có thể, đặc biệt là nếu chúng đã bị săn bắt. Cá sấu Xiêm thuần chủng nói chung không gây nguy hiểm cho con người, và không có trường hợp cá sấu tấn công người khi không bị khiêu khích nào được ghi nhận.
Các vụ tấn công của loài cá sấu hung dữ dọc con sông lớn thứ tư châu Phi là sông Zambezi buộc chính quyền Mozambique phải phát động một cuộc săn bắt lớn, nhằm giảm thiểu những nguy hiểm cho người dân. Hơn ba năm đã bắt được và cho giết những con cá sấu dài đến 6 mét ở sông Zambezi, thuộc trung tâm tỉnh Sofala, họ đã tiêu diệt 51 con cá sấu, bắt được 15 con và thu thập 9.600 quả trứng. Năm 2010 có ít nhất 13 người thiệt mạng do bị cá sấu sông Zambezi tấn công. Vùng Lãnh thổ Bắc Úc có nhiều cá sấu và số lượng cá sấu tại đây không ngừng gia tăng nhờ vào đạo luật bảo vệ động vật của Úc áp dụng kể từ năm 1971.Chính quyền Úc ước tính có đến 75.000-100.000 con cá sấu tại vùng Lãnh thổ Bắc Úc.
Hàng năm tại Florida có khoảng 5 người bị cá sấu cắn trong khoảng thời gian cá sấu hoạt động mạnh nhất trong năm do mực nước các sông lên đỉnh. Năm 2005, tại bang Florida, Mỹ, có tới 18.000 cuộc điện thoại của dân chúng tới chính quyền để than phiền về cá sấu. Trong số 18.000 vụ bị cá sấu quấy rầy, những người bắt cá sấu chuyên nghiệp đã bắt được khoảng 7.700 con, và nỗi sợ cá sấu của người dân ngày càng gia tăng, vì đã có 3 vụ cá sấu giết người ở Florida. Có 1 vụ chính thức được chính quyền tiểu bang công nhận là do cá sấu gây ra, các vụ cá sấu cắn vô cớ chỉ là 7 vụ trong năm 2005

## Đặc tính

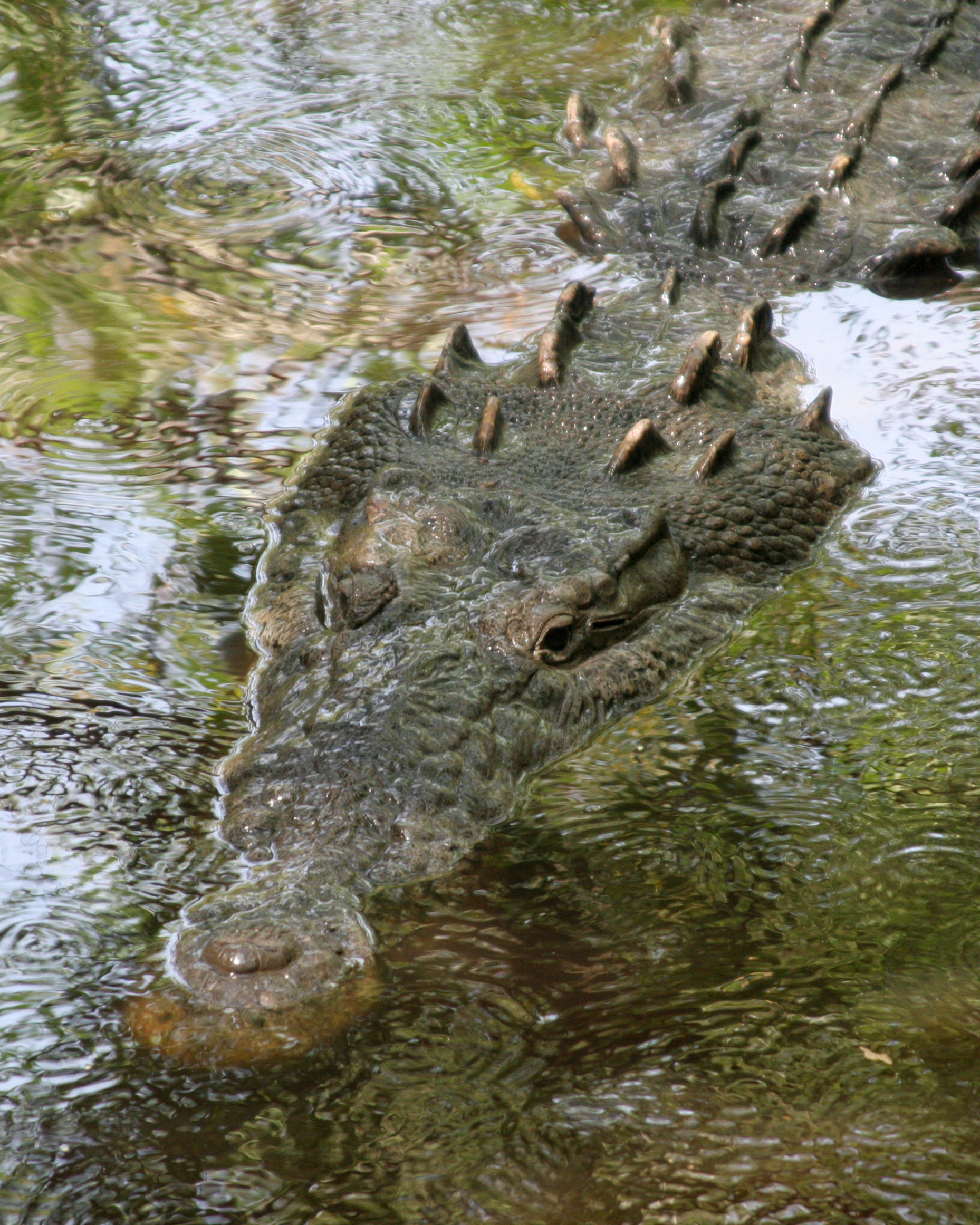
Cá sấu được đặc trưng bởi chiến thuật mai phục

Cá sấu là một trong những động vật săn mồi nguy hiểm hàng đầu trong tự nhiên, với sức mạnh và kỹ năng của mình, chúng có thể tấn công bất cứ con vật nào đang uống nước hoặc bơi qua các dòng sông, đầm lầy, chỉ trừ những con voi hoặc hà mã trưởng thành nếu số lượng cá sấu không quá nhiều. Mặc dù có vẻ ngoài chậm chạp, nhưng cá sấu là những kẻ săn mồi thượng hạng trong môi trường của chúng, Chúng có thể bơi khá nhanh với vận tốc 20 mph (32 km/h) Chúng bất thình lình tấn công con mồi. Cá sấu rất nhanh nhẹn khi khoảng cách ngắn, thậm chí ngoài môi trường nước. Chúng có quai hàm cực khỏe và bộ răng sắc nhọn để xé thịt, tất cả những con cá sấu lớn cũng có vuốt sắc và khỏe.
Cá sấu là những kẻ đi săn kiểu mai phục, chúng chờ đợi cho cá hay động vật sống trên đất liền đến gần, sau đó tấn công chớp nhoáng. Sau khi dùng cú đớp trời giáng của mình, con cá sấu kéo nạn nhận xuống con sông để nhấn chìm tới ngạt thở. Sau đó, để xé mồi, nó ngoạm chặt miếng thịt rồi xoay người nhiều vòng để dứt thịt ra, thường thì con mồi bị giết ngay sau một cú cắn bởi hàm rắng chắc khỏe của chúng, sau đó con mồi được kéo xuống nước. Chúng ngoạm các con mồi như thế bằng trong các hàm cực khỏe và kéo con mồi xuống nước, và cố gắng giữ con mồi ở đó cho đến khi chúng bị chết đuối vì ngạt thở. Khi con mồi của chúng đã chết, chúng xé toạc và ăn từng tảng thịt to. Khi nhóm cá sấu sông Nin chia sẻ thức ăn, chúng sử dụng nhau như là đòn bẩy, cắn sâu vào cơ thể con mồi và sau đó vặn xoắn cơ thể chúng để tách ra những lớp thịt lớn. Chúng cũng có thể tạo ra đòn bẩy cần thiết bằng cách hãm con mồi ở dưới các tảng đá hay cành cây, trước khi cắn xé và vặn mình.
Cá sấu hiếm khi tấn công con mồi khi ở trên cạn do hạn chế về tốc độ di chuyển. Chúng di chuyển trên mặt đất với vận tốc nhỏ hơn khá nhiều so với ở dưới nước, chỉ khoảng 13 – 14 km/h, ngay cả loài cá sấu nhanh nhất cũng chỉ có tốc độ 17 km/h. Nhưng điều đó không có nghĩa là chúng không thể săn mồi trên cạn. Loài bò sát này có khả năng gia tốc cực kỳ đáng sợ. Cá sấu có thể đạt được vận tốc 12 m/s trong 0.25 giây. Điều này có nghĩa là trong bán kính khoảng 4m đổ lại, cá sấu có thể kết liễu con mồi một cách chớp nhoáng trước khi nạn nhân kịp nhận ra là đang bị tấn công.
Cá sấu mõm ngắn Mỹ di chuyển rất nhanh trong nước, trong khi chúng đang di chuyển chậm về bờ đất, chúng có thể lao nhanh tới trongkhoảng cách ngắn rất nhanh chóng. Chúng có năm móng vuốt trên mỗi chân trước và trên mỗi bàn chân phía sau. Cá sấu mõm ngắn Mỹ được các phòng thí nghiệm đo đạc và cho rằng nó cắn mạnh nhất của bất kỳ sinh vật sống, với lực táp được đo lên tới 9.452 newton trong điều kiện phòng thí nghiệm. Cần lưu ý rằng thí nghiệm này đã không (tại thời điểm bài báo được công bố) được nhân rộng trong bất kỳ cá sấu khác. Chính những cái bướu nhỏ ở hàm dưới của cá sấu được chứng minh là nhạy cảm hơn cả đầu ngón tay người, cho phép chúng có thể dùng miệng cắp cá sấu con một cách nhẹ nhàng, trong khi dễ dàng tung ra cú đớp chết người. Nó có những đầu mút dây thần kinh nhạy cảm, có khả năng phát hiện nhanh chóng sự chuyển động hoặc áp lực từ bên ngoài tác động lên bướu, xuất phát từ dây thần kinh sinh ba nhô ra trực tiếp từ sọ. Cấu trúc của bướu giúp cá sấu thực hiện cú đớp mồi trong 50 phần triệu giây kể từ khi bị đánh động. Với tốc độ kinh hoàng như vậy, hầu như không có con mồi nào thoát khỏi cú tấn công chết người của cá sấu.

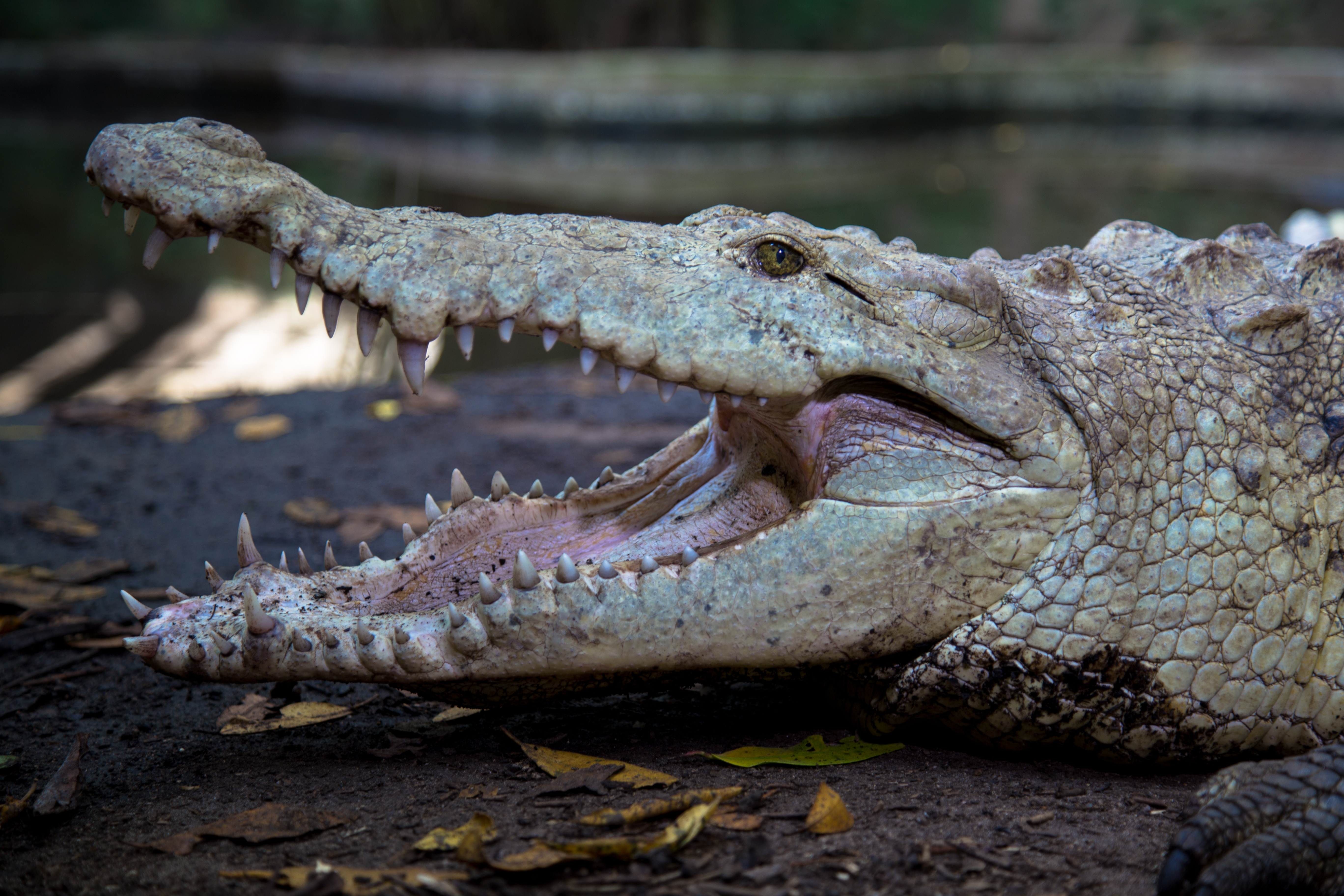
Hàm cá sấu

Cá sấu nước mặn sở hữu cơ thể lớn nhất trong các loài bò sát còn tồn tại trên địa cầu. Một con cá sấu đực trưởng thành thường có chiều dài hơn 5 m và trọng lượng 450 kg, con người vẫn có thể gặp những con cá sấu trưởng thành có chiều dài 7 m và trọng lượng tới 1 tấn. Dù cơ thể nặng nề nhưng cá sấu nước mặn có thể di chuyển nhanh nhẹn như một con cá heo. Con người gần như không thể chống lại chúng khi ở dưới nước. Một con cá sấu nước mặn trưởng thành có thể dễ dàng hạ gục 1 người chỉ trong chớp mắt. Cá sấu nước mặn vẫn được coi là động vật ăn thịt nguy hiểm và hiếu chiến nhất trên Trái Đất. Trên các bờ biển Australia các vụ tấn công của cá sấu nước mặn làm chết nhiều người hơn so với các vụ tấn công của cá mập trắng khổng lồ.
Cá sấu là sinh vật có bộ hàm khủng khiếp, cú đớp của nó có sức mạnh tương đương 13.172 Newton (1.342 kg lực) trở thành nỗi khiếp sợ của bất cứ con mồi nào bén mảng lãnh địa của nó. Loài bò sát này có những miếng cắn mạnh nhất trong thế giới động vật, những con cá sấu lớn có thể cắn với một lực trên 2.500 kg, chẳng hạn như một con cá sấu nước mặn lớn đã ngoạm vào cổ, kéo xuống nước và giết chết con ngựa đực nặng một tấn có sức kéo 2.000 kg và bộ hàm của nó có khả năng nghiền nát xương sọ của con trâu hay cái mai rùa chỉ trong vài giây bên cạnh đó, khi ở dưới nước, cú đớp của sát thủ đầm lầy rất đáng sợ, kết hợp với khả năng vặn mình xoay tròn trên mặt nước khiến con mồi nhanh chóng bị chết.
Loài cá sấu nước mặn ở châu Úc (cá sấu cửa sông) hung hăng nhất so với 6 loài khác trên thế giới, chúng hung hăng hơn hẳn cá sấu châu Mỹ. Những loài cá sấu nước mặn cũng được cho là rất hung hãn được tìm thấy ở Papua New Guinea, Nam Mỹ và Đông Nam Á. Riêng về loài cá sấu nước ngọt tại Úc xếp thứ năm về tính hung bạo, đứng trên hai loài liền kề là cá sấu Mỹ và cá sấu Ấn Độ. Cá sấu đặc biệt hung hăng khi kẻ lạ xâm nhập vào môi trường sống của chúng, nhất là vào mùa giao phối. Cái hàm mạnh mẽ của cá sấu đực có thể cắn nát đầu của động vật lạ. những con cá sấu nước mặn có kính cỡ chừng 2 mét thì ít tấn công con người, nhưng những con từ 4 mét trở lên thì phải hết sức thận trọng với chúng.

## Một số vụ việc

### Tại châu Úc
- Vụ nữ người mẫu Mỹ Ginger Faye Meadows bị con cá sấu nước mặn khổng lồ ăn thịt ngày 29 tháng 3 năm 1987 ở vùng Tây Bắc Úc. Cô đang trên đường du lịch do cảm hứng từ phim Cá Sấu Dundee. Một con cá sấu nước mặn Úc tương tự về kích thước với con cá sấu đã tấn công cô người mẫu Mỹ Ginger Meadows ở King’s Cascades vùng tây bắc Úc ngày 29 tháng 3 năm 1987. Cô Meadows và người bạn Jane Burchett đang đứng dưới nước sâu đến thắt lưng với lưng quay vào tường đá khi đối đầu với con cá sấu. Cô Meadows, một người bơi giỏi, ngay lập tức bị tấn công khi cô cố bơi lên vùng đất khô cách đó 25 yard. Con cá sấu lao về phía cô Meadows và tấn công. Chụp chỗ đùi và mông cô, hàm nó dài tới quá ngực cô ở cả hai phía. Con cá sấu khổng lồ kéo cô xuống dưới nước. Nổi lên lại một lần, cô Meadows yên lặng ra hiệu người khác giúp, nhưng không ai có thể làm được điều gì để giúp cô. Hai ngày sau, đội tìm kiếm phát hiện thi thể mất tay chân của cô úp mặt uống nước. Con cá sấu "để dành" bữa ăn của nó.
- Vụ cô Isabel bị tấn công và giết chết bởi một con cá sấu nước mặn trong khi bơi ở Sandy Creek thuộc Công viên Quốc gia Kakadu vào ngày 20 tháng 10 năm 2002. Con cá sấu nước mặn 15 feet nặng 1.100 pound đã bị giết chết đang nằm trên bờ Sandy Creek. Con cá sấu này đã tấn công và giết chết du khách người Đức Isabel von Jordan khi cô đang bơi. Con cá sấu này đã giết cô du khách người Đức Isabel von Jordan trong khi cô đang bơi dưới ánh trăng. Cảnh tượng thân thể mềm nhũn của cô Isabel trong hàm của con bò sát này vẫn còn ám ảnh họ.
- Vụ nạn nhân Brett Mann, bị ăn thịt bởi một con cá sấu nước mặn dài 13 feet vào ngày 21 tháng 12 năm 2003 trên sông Finnis ở Lãnh thổ Phía Bắc, Úc. Một con cá sấu nước mặn đen lớn phù hợp với mô tả con cá sấu đã giết Brett Mann vào ngày 21 tháng 12 năm 2003 trên sông Finnis nằm ở Lãnh thổ Phía Bắc, Úc. Cảnh sát đang chạy xe tìm kiếm khu vực sông Finnis sau khi một con cá sấu nước mặn 13 feet giết Brett Mann. Shaun Blowers và Ashley McGough nhìn thấy con cá sấu cắn bạn mình và sau đó cho thấy xác của anh khi nó bơi quanh cây nơi họ bám trong 22 giờ. Hai cuốn phim, Rogue và Black Water, được sản xuất nói về sự kiện này.
- Vụ một con cá sấu khổng lồ vào giết cậu bé Jeremy ở Daintree, Úc vào ngày 8 tháng 2 năm 2009. Con cá sấu nước mặn dài 14 feet đã bắt Jeremy trước khi nó bị bắt. Cậu bé Jeremy Doble 5 tuổi đang chơi phía sau nhà cùng với anh trai Ryan, 7 tuổi, và con chó bốc-xơ mới, Champ, thì bị một con cá sấu dài 14 feet giết chết. Jeremy đã cứu con chó tên Champ, quên cả tính mạng mình.
- Vụ một ông lão 62 tuổi bị cá sấu ăn thịt ở Úc. Người ta phát hiện các phần thi thể, được cho là của một ông lão 62 tuổi, trong bụng một con cá sấu sau khi con cá sấu này bị bắn chết. Ông lão 62 tuổi bị cá sấu tấn công khi đang đi trên một chiếc thuyền tham quan cùng vợ, con trai và con dâu tại công viên quốc gia Kakadu. Con cá sấu tấn công và kéo nạn nhân khỏi chiếc tàu trước sự chứng kiến của gia đình. Cảnh sát đã bắn chết hai con cá sấu. Một trong số hai con này dài đến 4,7m và một số bộ phận thi thể con người, được cho là của nạn nhân được phát hiện trong bụng con cá sấu này.[4][20]

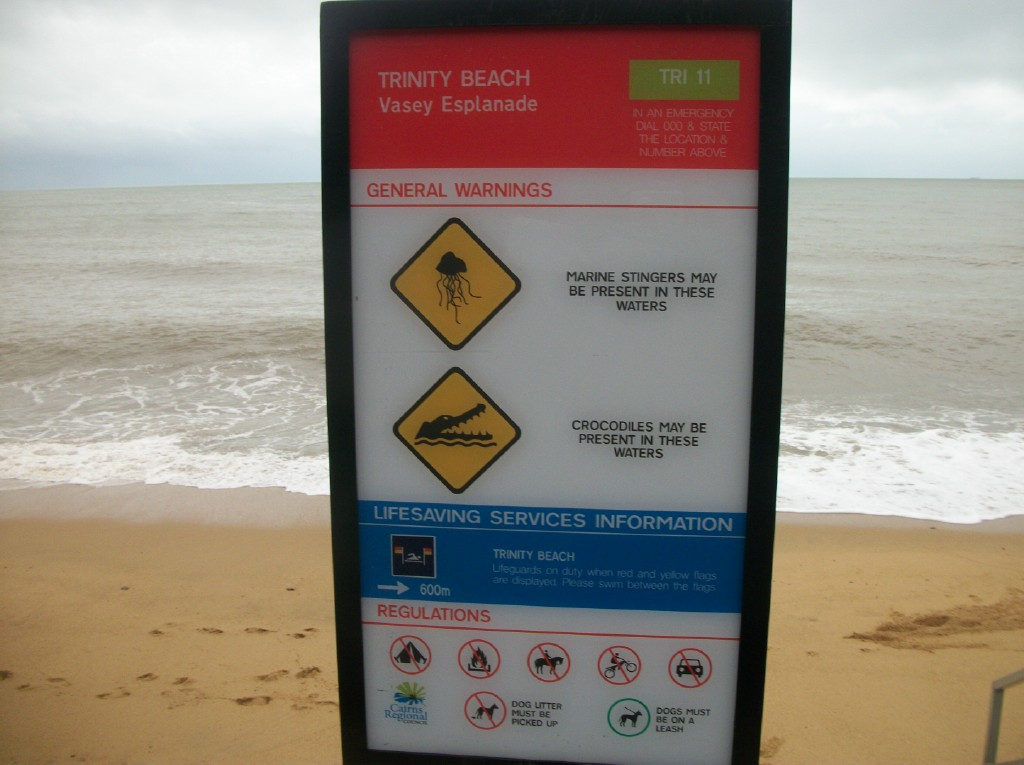
Một biển cảnh báo cá sấu ở Úc

- Một cậu bé 12 tuổi đã thiệt mạng sau khi bị cá sấu tấn công ở công viên quốc gia Kakadu ở Úc, con cá sấu tấn công một cậu bé 12 tuổi khiến cậu thiệt mạng và một thiếu niên khác bị thương khi bọn trẻ đang bơi trong một hồ nước ở công viên.[4] Cảnh sát Úc đã bắn chết hai con cá sấu trong một cuộc tìm kiếm cậu bé 12 tuổi mất tích. Khi đang bơi cùng nhóm bạn trong công viên quốc gia Kakadu, phía Bắc Úc, nạn nhân bị một con cá sấu tấn công và lôi đi mất. Một cậu bé khác cũng bị đớp nhưng đã may mắn trốn thoát. Cảnh sát cho biết cả hai hung thần dưới nước bị bắn chết, một con dài 4,3 m và con còn lại dài 4,7 m, nhưng không phải là thủ phạm tấn công cậu bé 12 tuổi.[15]
- Một vụ tai nạn gần nhất ở miền Bắc Úc xảy ra vào tháng 12, cậu bé 9 tuổi bị con cá sấu dài 4 m nuốt chửng khi đang bơi. Con cá sấu kéo nạn nhân chìm xuống sâu khiến mọi nỗ lực cứu giúp trở nên vô ích.[21][22]
- Vụ một nạn nhân 24 tuổi bị cá sấu ngoạm chết vì chơi ngông ở Úc. Nạn nhân bị con cá sấu dài khoảng 5 m tấn công khi anh đang liều lĩnh bơi qua sông Mary, một trong những nơi nhiều cá sấu nhất thế giới. Một con cá sấu lớn dài 4,5 m bất ngờ xuất hiện phía sau họ và nhanh chóng tấn công, những người bạn đứng trên bờ hoảng loạn và bất lực nhìn con cá sấu giơ hàm răng ngoạm chặt thân thể đẫm máu của nạn nhân lặn xuống nước. Sau nhiều ngày tìm kiếm, người ta đã tìm thấy những gì còn lại của nạn nhân. Kết luận là nạn nhân và nhóm bạn đang tổ chức tiệc tùng ở khu cắm trại hoang dã gần sông Mary thì anh ta nhảy xuống nước, bất chấp cảnh báo, khuyên ngăn của bạn bè và nhân viên khu cắm trại.[21][22][23]
- Vào tháng 8 năm 2013, một người đàn ông Úc cũng bị cá sấu giết chết khi bơi trên một dòng sông phía Bắc trong tiệc sinh nhật của mình.[15]
- Tại ở Nhulunbuy, phía bắc nước Úc, vụ một người đàn ông 29 tuổi, người Pháp may mắn thoát chết sau khi bị một con cá sấu ngoạm vào đầu nhờ vào những cú đấm của mình. Nạn nhân đang bơi đến một con thuyền thì bị một con cá sấu nước mặn dài khoảng 2,5 – 3 m tấn công, con cá sấu đã ngoạm vào đầu nạn nhân (cắn vào gáy) và lưng rồi quay anh dưới nước nhưng nạn nhân đã đấm liên tục vào con cá sấu và nhờ đó thoát chết, con vật không dễ dàng bỏ cuộc, nó quay lại tấn công anh lần nữa. Sau một hồi vật lộn, cuối cùng, anh đã thắng. Nạn nhân được đưa vào bệnh viện với nhiều vết thương nhưng không nghiêm trọng nhưng trong tình trạng bị sốc.[24][25]
- Vụ tưởng cá sấu là ngựa nên bị tấn công xảy ra ở Úc. Sau khi uống rượu say, một nạn nhân đến sở thú, anh chàng say xỉn nỗ lực leo qua hàng rào chuồng nuôi cá sấu rồi tiến đến con cá sấu Fatso nặng đến 820 kg. Nạn nhân nhảy lên lưng con vật và dùng chân thúc vào mạn sườn nó. Con cá sấu ngoắc miệng, nhe hàm răng nhọn hoắt ra cắn vào chân, khi nhìn thấy bàn chân bị xé toạc, máu tuôn xối xả, nạn nhân tỉnh rượu và chui ra khỏi chuồng, chạy đến bệnh viện.[26]
- Vụ cá sấu tấn công trong kỳ nghỉ cuối tuần của một nhóm trẻ Australia ở vùng Northern Territory. Một thành viên của nhóm bị cá sấu tấn công đó là một bé gái 11 tuổi, đã bị một con cá sấu nước mặn sát hại ngay trước mắt bạn bè, khi các em đang bơi tại một con lạch ở khu bảo tồn Black Jungle. Cái chết của nạn nhân mới nhất xảy ra 5 tuần sau khi một bé 5 tuổi, bị cá sấu tấn công. Tháng 9 năm trước, cựu chiến binh người Anh Arthur Booker cũng bị một con cá sấu dài 3m sát hại tại bang Queensland.[27]
- Tháng 1 năm 2014, một cậu bé bị cá sấu giết hại ở một nhánh sông chết thuộc thị trấn Jabiru. Sau đó lại tiếp diễn vụ một ngư dân cũng bị cá sấu ngoạm ra khỏi thuyền khi đang ở trên dòng sông Kakadu.[28]
- Tháng 8 năm 2014, vụ Việt kiều bị cá sấu cắn chết khi đi câu, nạn nhân gặp nạn trong một lần câu cá trên sông cùng người vợ mới cưới. Hai vợ chồng đang cùng nhau câu cá ở sông. Vợ ở cách chồng không quá xa. Khi nghe tiếng kêu thất thanh, người vợ quay lại phía chồng, chỉ kịp nhìn thấy cá sấu quẫy đuôi lặn sâu xuống nước lẫn máu người.[29]
- Tháng 8 năm 2014, vụ cá sấu ăn thịt chồng ngay trước mặt vợ tại ông Adelaide, thuộc vùng lãnh thổ phía bắc Australia. Một người đàn ông 57 tuổi thiệt mạng do bị một con cá sấu được đặt tên là Michael Jackson vì có phần đầu bạch tạng đã tấn công khi đang cùng vợ đi đánh bắt cá, nạn nhân cùng vợ đang ngồi câu cá ở mép sông. Con vật này thường xuyên nhảy từ dưới nước lên và đớp những mẩu xương gà mà khách du lịch thường treo lơ lửng quanh thuyền và đã quen với người.[28]
- Vụ Một người đàn ông đi du lịch bằng thuyên kayak đã bị cá sấu tấn công nhưng may mắn sống sót và được giải cứu sau 4 ngày kẹt trên một hòn đảo xa xôi vì thời tiết ở Úc. Nạn nhân thực hiện hành trình du ngoạn 200 km bằng thuyền kayak và bị cá sấu tấn công ở vị trí cách đảo Townshend, bang Queensland, 3 km. Khi cá sấu táp mạnh vào thuyền của anh, để lại dấu răng. Anh đã dùng hết sức bình sinh lấy mái chèo nỗ lực chống lại cá sấu. Sau khi thoát khỏi con vật hung hãn, và do thời tiết xấu, người này tấp thuyền vào hòn đảo và trú ẩn suốt 4 ngày[30].

### Tại châu Phi

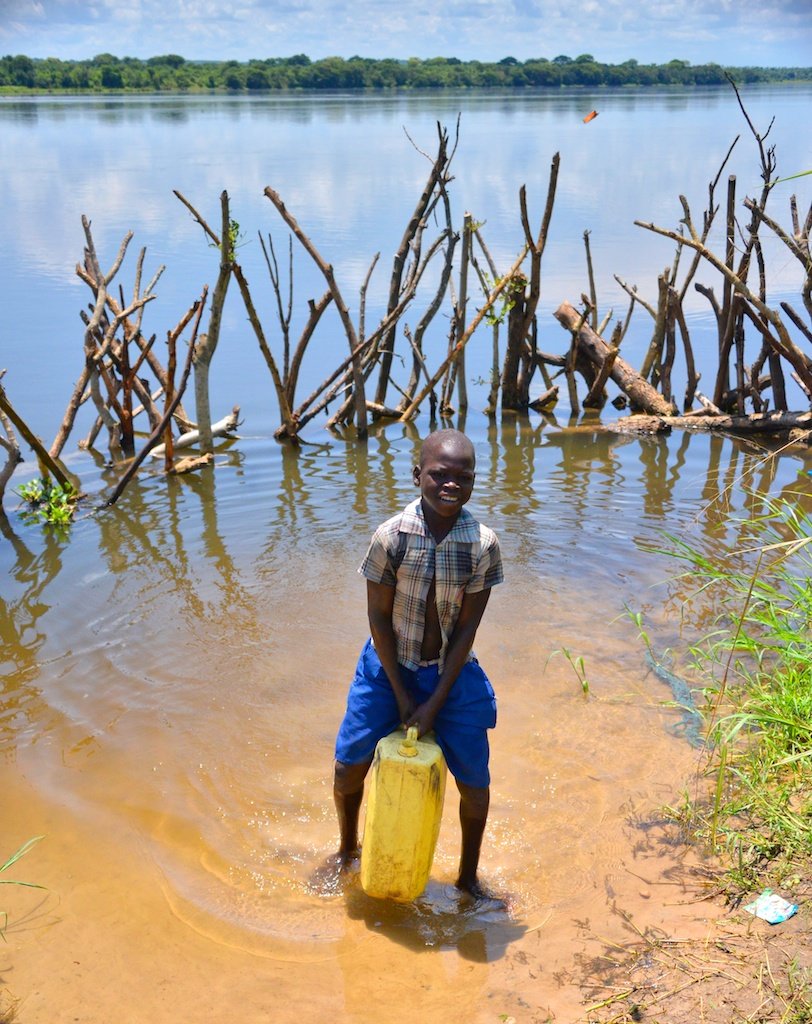
Rào chắn cá sấu đê người dân múc nước sông

- Tại Burundi thuộc châu Phi tồn tại câu chuyện thực về con cá sấu sông Nile khổng lồ, đã cướp đi mạng sống của hàng trăm người. Nó được gọi với cái tên là Gustave. Con cá sấu này dài 6m và nặng cả tấn, được mệnh danh là sinh vật ăn thịt người vĩ đại nhất trong thời đại. Nó là con cá sấu sông Nile lớn nhất còn sống, cũng như là con săn mồi đơn độc lớn nhất trên toàn lãnh thổ châu Phi. Theo những người địa phương, tới nay nó đã giết tới 300 người. Những người bản địa tin rằng, nó giết người như một thú vui tiêu khiển, chứ không phải vì đói. Nó giết nhiều người cùng lúc trong một lần tấn công, sau đó biến mất hàng tháng, thậm chí cả năm, chỉ để xuất hiện ở một chỗ khác và lại giết người. Gustave đã trên 60 tuổi, chính vì vậy nó có nhiều kinh nghiệm và khôn ngoan để không bị lừa.

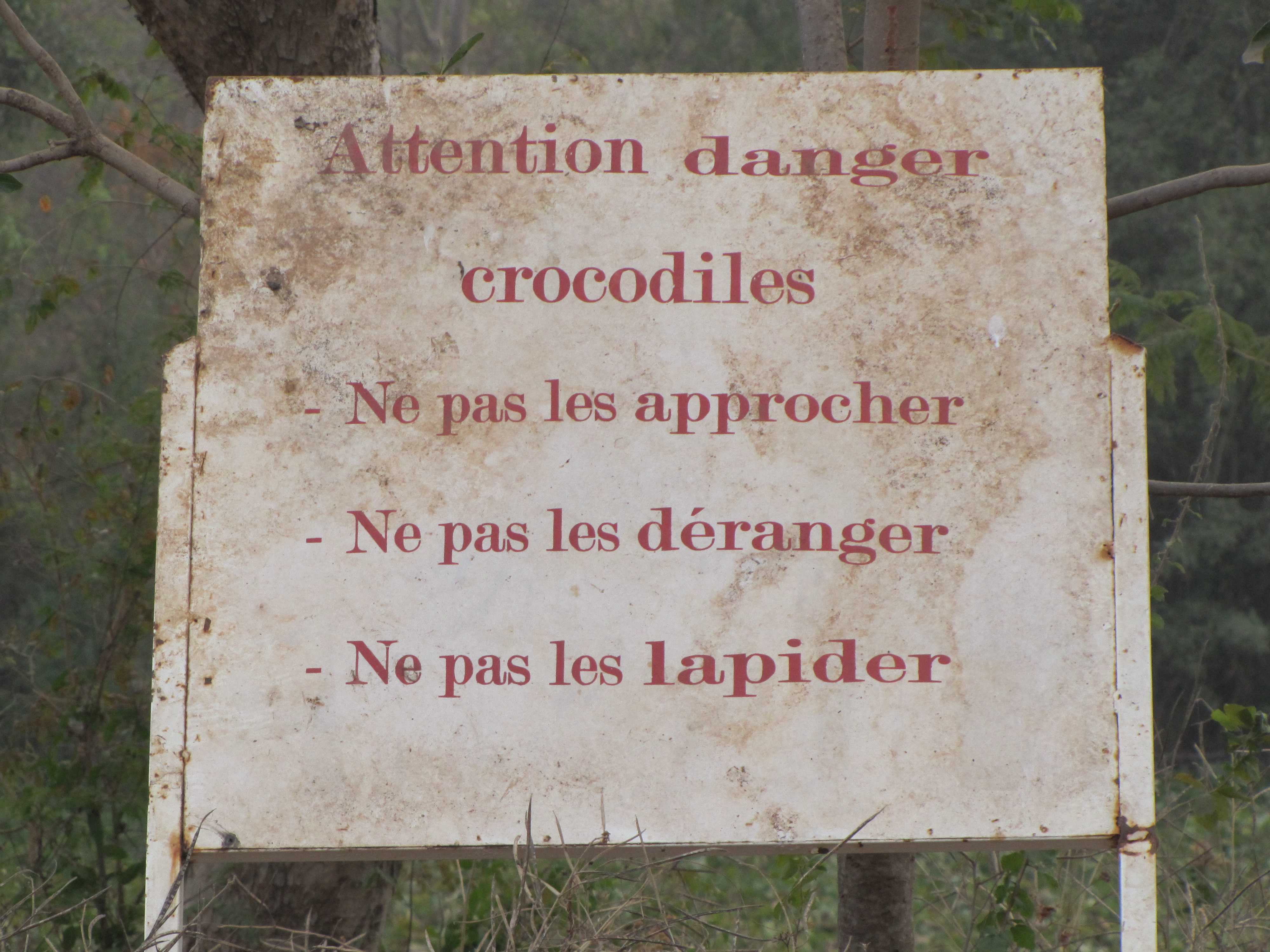
Một biển cảnh báo cá sấu ở châu Phi

- Vụ Bác sĩ Richard Root, 68 tuổi, chuyên gia bệnh truyền nhiễm từ Seattle, bị giết chết bởi một con cá sấu sông Nile dài 13 feet trong một chuyến đi thuyền trên sông Limpopo, nằm giữa biên giới Botswana và Nam Phi. Bác sĩ Root bị chụp một cách chính xác từ chỗ ngồi bởi một con cá sấu sông Nile vào ngày 19 tháng 3 năm 2006. Một con cá sấu sông Nile dài 13 feet tung lên như một hỏa tiễn Tomahawk từ dưới mặt nước màu cà phê sữa và chụp ông Richard ra khỏi chỗ ngồi của ông.
- Vụ cá sấu khổng lồ ăn thịt người hàng loạt tại một ngôi làng Kakira, huyện Jinja phía đông Uganda, con cá sấu đã bị bắt sống sau một cuộc săn đuổi kéo dài bốn ngày.[31] Con cá sấu này khoảng 80 tuổi, có trọng lượng chỉ kém cá sấu nặng nhất thế giới Lolong khoảng 47 kg. Nó được cho là đã ăn thị ít nhất 4 ngư dân và làm bị thương nhiều người ở một số khu vực khác thuộc quận Jinja. Ngư dân sống quanh hồ Victoria do quá sợ hãi nên đã không dám đánh bắt cá tại hồ này.[32][33][34]
- Vụ cá sấu giết chết khi câu cá ở ở thị trấn Gutu Zimbabwe. Một bà mẹ bị cá sấu giết chết trước sự chứng kiến của con trai trong khi họ đang câu cá một con cá sấu lao tới và lôi nạn nhân ra vùng nước sâu. Cậu con trai đứng câu cá dưới sông chứng kiến cảnh mẹ bị cá sấu tấn công. Những người dân làng đã cố gắng xua đuổi con cá sấu, nhưng đã quá muộn vì con cá sấu hung dữ đã xé nạn nhân thành nhiều phần.[35]
- Vụ một con cá sấu bị nghi ăn ít nhất 6 người bị bắt ngoài hồ Victoria ở Uganda. Người dân ở đây tin rằng con cá sấu đã ăn ít nhất 6 người. Trong đó, nạn nhân mới nhất là một ngư dân địa phương thường câu cá dọc hồ Victoria. Những mảnh áo rách của nạn nhân nổi trên mặt nước hồ Victoria khiến cho nghi ngờ bị cá sấu ăn thịt tăng cao. Một số người khác cũng được cho là do cá sấu làm bị thương.[36]
- Vụ cá sấu ăn thịt người ở sông Zambezi, giữa Zimbabwe và Zambia. Vụ việc này do những du khách Anh chứng kiến nhìn cận cảnh, họ lập tức gọi báo chính quyền, nhưng khi cảnh sát đến nơi thì không gì còn sót lại. Thi thể người xấu số được cho là của một tay trộm thuộc nhóm 13 tên vốn bị truy đuổi bởi lực lượng kiểm lâm[37].

### Tại châu Mỹ
- Vụ bị cá sấu tấn công khi đang đánh golf. Một tay golf nghiệp dư ở Mỹ đã bị cá sấu cắn đứt 2 ngón tay ngay trên sân. Nạn nhân đã bị cá sấu tấn công khi đang chuẩn bị đánh bóng trong hố cát ở một sân golf tại Mexico. Khi đang chuẩn bị đánh cú quyết định, người đàn ông này nghe thấy tiếng xào xạc từ phía sau và nhìn thấy con cá sấu như một con cá sấu đồ chơi cực lớn, đôi mắt đen to nhìn chằm chằm, nó bật rướn người lên, đớp ngập cánh tay trái cho đến tận khuỷu tay rồi quật xuống đất. Nạn nhân vật lộn với con cá sấu trong hố cát, bạn bè của anh cầm gạch ném về phía con thú dữ. Con ca sấu trúng đòn đau nên nhả tay ra rồi chạy mất nhưng nó cũng kịp cắn đứt hai ngón tay của nạn nhân.[38][39]
- Vụ cụ bà 90 tuổi bị cá sấu tấn công tại vùng ngoại ô Copeland bang Florida, Mỹ. Nạn nhân bị con cá sấu dài 2,4 m bất thình lình tấn công và chỉ may mắn thoát chết nhờ một người hàng xóm ra tay bắn con vật nhưng đã bị mất chân trái. Con cá sấu dài 2,4 m bơi từ một con kênh vào khu vực, cắn ngập răng vào chân trái và định lôi nạn nhân trở ngược ra con kênh. Một người đã bắn trúng mắt phải của con cá sấu, buộc nó phải bò đi nơi khác bỏ lại nạn nhân chân trái gần như đứt lìa.[10][40]
- Vụ cá sấu làm náo động khu thương mại ở ở quận Pinellas, phía trước ngân hàng Achieva và một phòng nha khoa tại bến cảng Palm, bang Florida, Mỹ. Người ta phát hiện một con cá sấu được mô tả là dài gần 2 mét rưỡi đang bò trong bãi đậu xe và ra sức cắn phá các chiếc xe. Sau khi bắt được, mọi người mới biết là nó dài đến hơn 3 mét.[41]

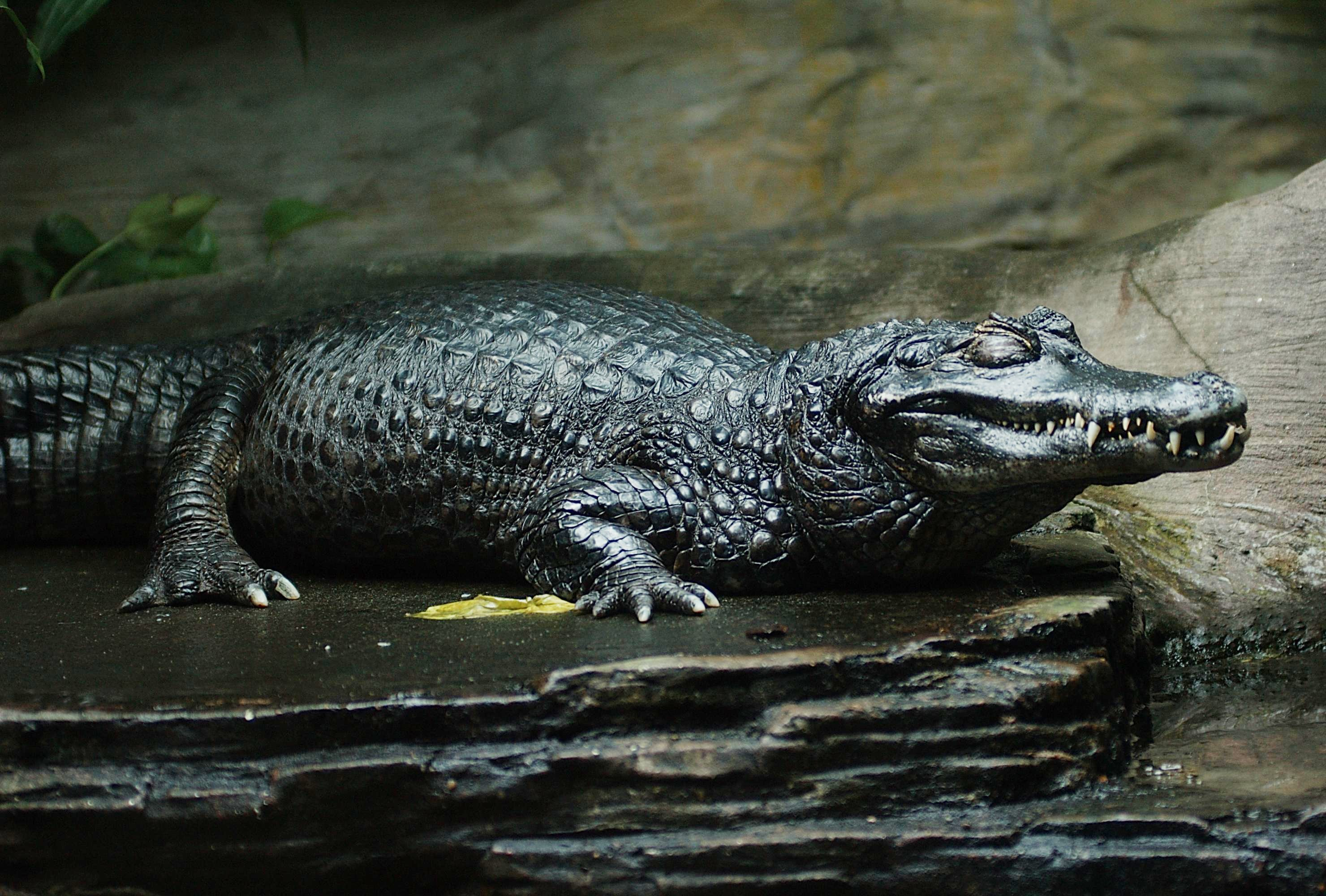
Cá sấu đen

- Năm 2010, nhà sinh học Deise Nishimura đã bị mất một chân khi chiến đấu với một con cá sấu caiman đen sau 8 tháng con vật này trốn dưới thuyền của bà.[42] Loài cá sấu này có thể dài tới 6m, hộp sọ của nó lớn và nặng hơn cá sấu sông Nile và là động vật ăn thịt đáng gờm trong các vùng sông nước Amazon. Về cơ bản chúng như các vị vua của dòng sông, chúng ăn gần như mọi thứ bao gồm những con cá Piranha, khỉ, cá rô, hươu, nai, trăn Nam Mỹ…. Và tất nhiên chúng hoàn toàn có thể tấn công con người[43].
- Vụ cá sấu cụt chân bị bắn vào đầu vẫn tấn công người ở Mỹ. Một con cá sấu nặng gần 350 kg, dài 3 m đã hồi sinh và tấn công lật thuyền của 2 thợ săn cá sấu khi đang tìm cách lôi gã sát thủ đầm lầy lên chiếc thuyền gỗ sau khi đã bắn vào đầu nó và tưởng nó đã chết. Vừa tới mép nước, con cá sấu này đột ngột tỉnh dậy, quẫy đạp, cố tấn công họ và tìm cách lật thuyền để thoát thân. Một chân sau của nó đã biến mất do đã bị thương trong một trận chiến với kẻ thù to lớn hơn nó.[44]
- Tháng 8 năm 2014 có vụ Cá sấu già bị rụng răng sau khi cắn bé 9 tuổi ở bang Florida, Mỹ, nạn nhân thoát chết sau cuộc vật lộn với con cá sấu nặng đến 2 tạ, một chiếc răng con vật đã bị rụng và găm vào da thịt cậu bé.[45]

### Tại châu Á
- Sự kiện cá sấu thảm sát quân Nhật: Trung đoàn Biệt kích số 1 Nhật Bản bị cá sấu xóa sổ, đơn vị chỉ còn 20 lính và 3 sĩ quan trở về được từ vùng đầm lầy ngập mặn trên đảo Ramree trong trận Ramree[46] Về phía người Nhật, sau chiến tranh họ thừa nhận đã mất hầu như toàn bộ Trung đoàn cùng một tiểu đoàn pháo binh và một tiểu đoàn công binh, quân số hơn 1.000 người, kể cả Đại tá Trung đoàn trưởng Kanichi Nagazawa nhưng chỉ giải thích là "đã hy sinh trong chiến đấu".[47] Trận Ramree là một phần trong Chiến dịch Myanmar của Khối Đồng Minh thời Chiến tranh thế giới thứ hai với mục đích đánh bật các đơn vị đế quốc Nhật ra khỏi hòn đảo bị họ chiếm đóng từ năm 1942. Ngày 26 tháng 1 năm 1945, các đơn vị thủy quân lục chiến hoàng gia Anh thuộc Quân đội Anh phối hợp cùng lữ đoàn bộ binh số 36 của Ấn Độ mở cuộc tấn công quy mô lớn lên đảo Ramree nhằm thiết lập một căn cứ không quân tại đây. Họ vấp phải sự kháng cự quyết liệt của quân Nhật và giao tranh diễn ra rất ác liệt. Sau cùng, Quân Đồng Minh đã chiếm được thế thượng phong, đánh thọc sườn vào một căn cứ của một trung đoàn bộ binh Nhật, buộc khoảng 1000 quân phát xít phải tháo chạy. Do quân Anh tấn công dồn dập từ tất cả mọi hướng, quân Nhật quyết định đi tắt qua khu vực đầm lầy ngập nước dài 16 km ở giữa đảo để hội quân với lực lượng ở phía bên kia, phớt lờ mọi lời kêu gọi hàng của quân Anh.
Trung đoàn phát xít Nhật đã không gặp may, bởi các vùng đầm lầy trên đảo Ramree là nơi cư ngụ của vô số những con cá sấu nước mặn. Những con cá sấu này khi trưởng thành dài 6,09 m và nặng hơn một tấn. Họ đã bị những con quái vật bò sát khổng lồ này tấn công và tàn sát không thương tiếc. Những người sống sót sau đó kể lại giây phút loài động vật hung dữ vùng đầm lầy bất ngờ tấn công họ, còn những người lính trong cơn hoảng loạn chỉ biết bắn loạn xạ về mọi hướng.[48] Trung đoàn biệt kích thiện chiến nhất với 1.215 binh sĩ đã bị cá sấu nước mặn nuốt sống. Hơn 20 binh sĩ và sĩ quan sống sót, những người thoát khỏi cạm bẫy những cái hàm cá sấu, đã bị người Anh bắt làm tù binh. 20 người sau đó bị bắt làm tù binh, còn hầu hết đã bị cá sấu ăn thịt.[17][49] Đó là một đêm khủng khiếp đối với người lính Nhật, các binh sĩ Nhật mình đẫm máu, la hét, nằm khắp nơi dưới lớp bùn lầy đen ngòm, họ bị những cái hàm của loài bò sát khổng lồ nghiền nát, và những âm thanh kỳ lạ náo động của lũ cá sấu quần thảo là tạp âm của địa ngục. Vào lúc bình minh, đàn kền kền kéo đến dọn sạch những gì mà lũ cá sấu bỏ lại.[49] Sự kiện này đã đi vào lịch sử thế giới, sách Kỷ lục Guinness đã ghi nhận đây là một thảm kịch có số lượng lớn nhất các ca tử vong của con người do động vật gây ra.[50][51] 
Thế nhưng, vẫn có những ý kiến phản đối là để giết 1.000 người thì ít nhất trong đầm lầy phải có từ 500 đến 600 con cá sấu nước mặn vì đặc tính của cá sấu là khi đã no, chúng không ăn mồi nữa. Câu hỏi đặt ra là với 500, 600 con cá sấu thì trước đó, chúng sống bằng gì bởi lẽ hệ sinh thái của đầm lầy, nếu có cá sấu thì khó có loài động vật nào có thể ở chung. Sau khi giết và ăn thịt 1.000 lính Nhật, thời gian về sau thức ăn của chúng là gì mặc dù một con cá sấu khi no mồi, có thể nhịn đói từ 3 đến 4 tháng. Hơn nữa, cho đến nay vẫn chưa hề có một cuộc khai quật, tìm kiếm hài cốt nào để chắc chắn rằng một trung đoàn lính Nhật đã vùi thây trong đầm lầy. Theo nhà tự nhiên học Charles Osborn, giảng viên Đại học Oxford, Anh Quốc, câu trả lời tạm chấp nhận được là khi đi qua đầm lầy, hầu hết trong số 1.000 lính Nhật chết vì đầm lầy Ramree khá sâu, có chỗ sâu đến 4m. Dưới sức nặng của cơ thể cùng súng đạn và các trang thiết bị, họ bị hút xuống đáy rồi khi thủy triều lên, nó xóa đi tất cả mọi dấu vết. Cũng có thể một số bị cá sấu ăn thịt vì có vài xác người đã mất một phần thân thể được quân Anh tìm thấy.[47]
- Tại Philippines, người ta đã phát hiện một con cá sấu khổng lồ dài 6,17 mét và nặng hơn 1 tấn (chính xác là 1,075 kg) và là thủ phạm của 2 vụ giết người, có vụ sát hại một trẻ em vào năm 2009 và khiến một dân chài mất tích.[52]
- Vụ cá sấu tấn công học sinh trên đường đi học ở Philippines. Khi chèo thuyền đến trường, hai bé gái người Philippines đã bị một con cá sấu dài hơn 7m tấn công, làm lật úp chiếc thuyền rồi cắn chết một em. Em bé còn lại đã được chiếc thuyền gần đó cứu sống. Ba ngày sau, người dân đã tìm thấy xác của nạn nhân tại hồ Mihaba. Sau tai nạn này, trường học địa phương đã phải đóng cửa và các hộ dân cư cũng đi sơ tán.[53]
- Vụ náo loạn vì cá sấu ở một bãi biển tại Balikpapan trên đảo Borneo, Indonesia. Hàng trăm người đang tắm nắng đã có một phen náo loạn bỏ chạy thoát thân, sau khi một con cá sấu dài 4 mét bất ngờ xuất hiện, con cá sấu nước mặn nặng 500 kg bò lên bờ để tắm nắng.[54]
- Cá sấu thường xuất hiện tấn công người ở Indonesia, tại đây đã xảy ra vụ một bé gái 10 tuổi đã bị ăn thịt bởi một con cá sấu tại tỉnh Đông Nusa Tenggara.[54]
- Vụ cá sấu tấn công dân Thái Lan trong lũ. Có một người ở quận Lak Si của thủ đô Bangkok bị cá sấu sổng chuồng tấn công, khiến anh phải khâu 100 mũi. Ngôi nhà của người đàn ông này bị ngập và anh bất ngờ bị cá sấu táp. Sau khi được đưa đi cấp cứu, nạn nhân trong tình trạng ổn định và an toàn.[55]
- Tháng 9 năm 2014, tại Thái Lan diễn ra vụ việc một người phụ nữ nhảy xuống hồ có 1.000 con cá sấu để tự tử. Địa điểm diễn ra tại Samut Prakarn là trang trại cá sấu lớn nhất thế giới. Các nhân viên tại đây đã cố gắng dùng sào dài để đuổi hàng chục con cá sấu tranh giành thi thể nạn nhân, tuy nhiên đã quá muộn.[56]

### Việt Nam
Tại miền Nam Việt Nam, tài liệu cổ ghi chép về cá sấu ở Nam Bộ là Gia Định thành thông chí có ghi rằng: Ngoài cửa sông có nhiều cá sấu, có con to bằng chiếc xuồng, tính rất hung dữ, người đi qua phải coi chừng. Dân trong vùng phàm có những ngòi nhỏ, dùng chở gạo củi, hay tưới rửa, thì ở miệng ngòi phải trồng cọc dày kín, để ngăn dòng nước cho khỏi nạn cá sấu. Một số nơi như:
- Rạch Tiên Thủy có một con sấu thật to, mình dài đến 60 pieds, cái thân của nó năm người ôm mà không giáp, gọi nó là ông rồng, và sức nó mạnh đến nỗi nó dùng đuôi quất một cái đủ văng người xuống nước để ăn tươi nuốt sống, ghe xuồng gì đều bị nó quất bể tan tành.
- Vùng bưng Ca Am (kênh Vĩnh Tế, An Giang) là nơi có nhiều cá sấu lửa.
- Sông Vàm Nao (nối sông Tiền và sông Hậu), dài khoảng 7 km nhưng lại là một trong những nơi có mật độ sấu đậm đặc nhất. Các loại cỏ như nghể, đế, lục bình từ miệt trên trôi xuống kẹt lại. Dân đi đào kênh Vĩnh Tế trốn về lội ngang sông này đa phần đều bị sấu ăn thịt.
- Rạch Đầu Sấu xưa kia rất hoang vắng, dưới sông có nhiều cá to, sấu lớn thường hại người.
- Khoảng đầu thế kỷ 20 có một phường săn cá sấu người Chà rất nổi tiếng đã giúp dân làng phóng lao giết chết con sấu to bằng chiếc xuồng năm lá, dài trên 6 mét. Đây là con sấu dữ tợn trên sông Cái Răng.
- Vụ cá sấu sổng chuồng tấn công nhiều người tại phường An Bình, quận Ninh Kiều, Cần Thơ. Một con cá sấu nặng hơn 100 kg sổng chuồng, từ dưới mương đã tấn công mẹ con người phụ nữ khi bế con 1 tuổi ra bờ mương cạnh nhà cho cháu đi vệ sinh. Nạn nhân không phát hiện con cá sấu nằm sẵn dưới mương từ trước. Khi chị bế cháu vừa ngồi xuống thì ngay lập tức, nó lao tới táp liên tiếp nhiều nhát nhưng không trúng. Nạn nhân bỏ chạy và la to cầu cứu. 4 thanh niên cạnh nhà dùng gậy xua con sấu cũng bị nó tấn công.[57][58][59]
- Vụ cá sấu tấn công học sinh tại xã Tân Phước Hưng huyện Phụng Hiệp. Nhóm học sinh hiếu kỳ rủ nhau vào chuồng sấu chụp hình, quay videoclip lưu niệm, khu nuôi nhốt có ba con cá sấu với hai con nặng từ 80 – 90 kg và một con nặng từ 140–150 kg. Nhóm thanh niên thi nhau trèo vào khuôn viên nuôi cá sấu để chụp ảnh, một trong số đó đã bị một con cá sấu to trên 100 kg, dài khoảng 5m trườn tới tấn công, nạn nhân bị cá sấu cắn trúng cánh tay trái, làm đứt gân, đứt động mạch và mất khá nhiều máu.[60][61]

## Một số con cá sấu
Con cá sấu Eric là một con cá to lớn, dài 5 mét, bị bẫy và được chuyển đến Darwin sau khi bị nghi đã giết hai đứa bé thuộc cộng đồng Territory trong thập niên 1980. Sau đó nó cắn đứt đầu hai con cá sấu cái mà nó được nhốt chung để sinh sản. Năm 1989, nó được gởi tới công viên bò sát Úc ở NSW, nơi nó được đặt tên theo người sáng lập công viên Eric Worrell. Eric chết năm 2007 vì bị nhiễm trùng, sau khi các bác sĩ phẫu thuật tại sở thú bị mất điện vì bão trong khu vực vào thời điểm đó.
Một con cá sấu ăn thịt người bí ẩn có tên là Tom hai ngón là con cá sấu Mỹ đực khổng lồ lang thang khắp vùng đầm lầy giáp ranh giữa hai bang Alabama và Florida trong thập kỷ 20 thế kỷ XX. Nhiều người nhìn thấy một con cá sấu đực khổng lồ tắm nắng ở các bờ hồ, và nghe tiếng gầm của nó mỗi buổi sáng. Họ nhận diện ra nó là Tom vì dấu hai ngón để lại trên bùn và cát. Nó mất tất cả ngoại trừ hai ngón ở phía trái, do bị dính vào một chiếc bẫy bằng sắt và để lại mọi dấu vết nhận biết trên bùn, vì thế nó được gọi là "Tom hai ngón". Nó dài bốn mét rưỡi. Tom đã ăn vài chục con bò, con la và tất nhiên là con người, đặc biệt là phụ nữ bị chụp khi họ đang giặt quần áo dưới sông.
Một nông dân cố giết nó bằng thuốc nổ, ông quyết định ném 15 thùng chứa đầy thuốc nổ xuống dưới hồ được cho là Tom đang ẩn náu. Vụ nổ giết mọi thứ trong hồ, ngoại trừ Tom. Ngay sau vụ nổ, người nông dân và con trai của ông nghe tiếng kêu khủng khiếp và những tiếng vẫy nước rất mạnh từ cái hồ bên cạnh. Họ vội chạy tới nơi và thấy đôi mắt đỏ lòm của Tom trước khi nó biến mất bên dưới mặt nước. Tiếng kêu sau này được giải thích khi một nửa thân chưa bị ăn hết của cô con cái trẻ con người nông dân xuất hiện gần bờ.
Cassius là con cá sấu khổng lồ đang nuôi nhốt, sau cái chết của Lolong, cá sấu Cassius là con cá sấu lớn nhất thế giới đang nuôi nhốt, dài 5,6 mét. Nó bị bắt ở sông Finness vào năm 1984 bởi Grahame Webb, sau khi nó tấn công rất nhiều thuyền máy gắn ngoài, hiện nay nó sống ở đó nên nhiều người Queensland nói cá sấu Cassius là của họ, nhưng thực tế nó bắt được ở Northern Territory, nó được bán cho một trại nuôi cá sấu ở bắc Queensland vào năm 1987.

## Trong văn hóa

Áp phích phim Trở về Eden

Cá sấu tấn công người được ghi nhận trong văn hóa của nhiều nước trên thế giới, là sát thủ đầm lầy, quái vật tượng trưng cho sự chết chóc, rùng rợn, các loài cá sấu còn là đề tài cho nhiều bộ phim kinh dị, nhìn chung bối cảnh của các bộ phim đa dạng phong phú nhưng khung cảnh chính là những đầm lầy, ao hồ nơi có những con cá sâu nguy hiểm, khổng lồ và hay thình lình tấn công đến thót tim. Một số bộ phim có thể kể đến là:
Cá sấu ăn thit người 2 hay cá sấu chúa 2 (tựa gốc: Alligator II: The Mutation năm 1991), phim có nội dung cuộc truy tìm một con cá sấu mõm ngắn sống trong cống nước của một thành phố, cống nước này thông với hồ nước ở công viên Regent. Một tập đoàn sản xuất hóa chất đã xả thải các chất hóa học của họ xuống cống nước và làm cho con cá sấu này to lớn dị thường. Nó đã tấn công và giết những người ăn mày cư ngụ trong cống. Thanh tra David Hodges, một cán bộ cương trực, có trách nhiệm trong công tác luôn quan tâm và theo dấu con cá sấu mà lúc đầu anh nghi ngờ là một con quái vật vì những vết căn khủng khiếp của nó, được sự giúp đỡ của vợ anh là một nhà động vật học, cùng một nhóm người, anh đã truy tìm được con quái vật. Những kẻ thủ ác ám lợi của công ty hóa chất đã bị con cá sấu giết chết. Con cá sấu cuối cùng bị tiêu diệt trong đường cống ngầm bằng một phát rốc-két trước khi nó thoát về với tự nhiên.
Sấu độc hoặc Cá sấu sát thủ (tựa tiếng Anh: Rogue) vào năm 2007. Mác phim chính thức của Rogue là How Fast Can You Swim? (dịch sang tiếng Việt: Bạn có thể bơi nhanh như thế nào? Hay bơi đâu cho thoát). Phim này dựa theo một câu chuyện có thật của con cá sấu tên Sweetheart - một con cá sấu dài 5,1m ở Úc chuyên tấn công các thuyền đánh cá vào những năm 1970. Phim kể về những du khách đi vào lãnh thổ của một con cá sấu khổng lồ hung tợn, chuyên giết người ăn thịt, trước kia nó đã từng ăn thịt rất nhiều người và trâu bò của ngôi làng gần đó, nó đã chọc thủng đáy thuyền của những du khách nhằm mục đích không cho họ về mà phải ở lại làm bữa ăn tối của nó.
Trong bộ phim Trở về Eden của Úc cũng có cảnh cá sấu tấn công, một nữ nhân vật độc địa đã thả một con cá sấu vào hồ bơi để tấn công tình địch của mình. Stephany Harper được thừa hưởng cùng với gia tài khổng lồ của người cha là nơi cô muốn xây dựng một thiên đường thực sự với người chồng mà cô yêu say đắm là Greg Marsdan. Nhưng cũng chính ở Eden, trong tuần trăng mật, khi đã nằm trong hàm cá sấu, cô mới nhìn thấy bộ mặt thật của chồng và người bạn gái thân thiết nhất – Jilly, họ đã đồng lõa và thản nhiên nhìn cô giãy giụa...Với bộ mặt bị cá sấu cắn nát và một trái tim còn tan nát hơn thế, Stephany đã trở lại với Eden để phục thù.
Loạt phim kinh dị: Lake Placid (1999) kể về những con cá sấu khổng lồ ban đầu được nuôi dưỡng trong hồ bởi một bà già. Bộ phim đầu tiên được trình chiếu năm 1999, tiếp theo là Lake Placid 2 (2007), Lake Placid 3 (2010) và Lake Placid: The Final Chapter (2012).
Ngoài ra còn các bộ phim như Black Water – đầm lầy tử thần (2007), Cá sấu triệu đô – tựa gốc: Million Dollar Crocodile (2012), Primeval (2007) là bộ phim kinh dị dựa trên đề tài về con cá sấu ăn thịt người hàng loạt ở Burundi có tên là Gustave. Đầm cá sấu (Alligator Alley) năm 2013, Bộ phim kể về cuộc chiến khốc liệt giữa cư dân vùng đầm lầy ở Luoisiana với cá sấu, một trong những loài quái vật đáng sợ nhất của tự nhiên. Do biến đổi khí hậu, chúng trở nên hung tợn và bắt đầu tấn công con người.